# Museo de la Música Étnica de Barranda
El Museo de la Música Étnica de Barranda es un centro musicológico en la pedanía caravaqueña de Barranda, en la Región de Murcia (España). Alberga una colección de instrumentos musicales de 145 países, reunida por el etno-musicólogo Carlos Blanco Fadol desde la década de 1970. Por ello, la exhibición incluye variedad de culturas y está dividida temáticamente.

## Colección
El museo alberga una colección que representa la diversidad musical de 145 países de todos los continentes, con artículos desde el siglo III a. C. hasta el XX, estructurada en torno a las cuatro categorías organológicas clásicas: cordófonos, membranófonos, idiófonos y aerófonos. La exposición ofrece una muestra temática que contextualiza los instrumentos según sus funciones originales y los usos adquiridos a lo largo del tiempo. Entre las temáticas tratadas se incluyen aparatos vinculados a la religión, la esclavitud, la magia, la guerra, el cortejo, la mendicidad nómada o la imitación de sonidos naturales. Una sección está dedicada a instrumentos adaptados para personas con discapacidades físicas o psíquicas. Desde su apertura, la institución ha estado relacionada con Indonesia, con la visita de varios de sus embajadores y la donación de colecciones relevantes, como la orquesta gamelán, compuesta por una treintena de instrumentos policromados y realizados en bambú.

## Contexto
La colección del museo ha sido recopilada por Carlos Blanco Fadol desde la década de 1970, a través de viajes de investigación por distintos países. En 2006 inauguró el museo en Barranda, y en 1999 ya hubo fundado uno de la misma temática en el Centro Internacional de Música de la Unesco en Altea (Alicante). El museo es de titularidad y gestión mixta entre organismos públicos y privados, con apoyo de la Asociación de Amigos de los Museos.
El edificio se diseñó para fomentar el interés cultural en un entorno rural, complementándose con actividades como conciertos. Su ubicación en Barranda se corresponde a su relevancia como centro histórico del cante tradicional en España, especialmente por la fiesta de las Cuadrillas, celebrada desde el siglo XVI. El inmueble es obra del arquitecto Jesús Carballal, y entre sus elementos cuenta con un auditorio elevado, una cadena de barco que produce sonidos con el agua de lluvia y una noria de gran tamaño que genera melodías tradicionales mediante el flujo del agua.